# Peräjärvi (sjö i Lappland, lat 66,37, long 28,22)
Peräjärvi är en sjö i Finland. Den ligger i kommunen Posio i landskapet Lappland, i den norra delen av landet, 700 km norr om huvudstaden Helsingfors. Arean är 48,4 hektar och strandlinjen är 6,63 kilometer lång. Sjön  ingår i Kemi älvs huvudavrinningsområde. 